# Parc d'État de Colton Point
Le parc d'État de Colton Point (en anglais : Colton Point State Park) est un des 120 parcs d'État de Pennsylvanie, aux États-Unis. D'une superficie de 149 ha, il est situé dans le comté de Tioga.
Le parc s'étend à l'ouest du grand canyon de Pennsylvanie (ou gorge de la crique Pine, Pine Creek Gorge) qui fait, à cet endroit, 240 mètres de profondeur pour 1 200 mètres de profondeur. Plus précisément, le parc s'étend depuis le ruisseau au fond du canyon et s'étend vers l'ouest sur une partie du plateau de bordure. Colton Point est connu pour ses vues de la gorge de Pine Creek et offre des possibilités de randonnée, pêche et chasse ainsi que canotage en eau vive. Le parc est bordé par la forêt d'État Tioga (Tioga State Forest) et par son parc jumeau, le Parc d'État Leonard Harrison, qui occupe la bordure orientale du grand canyon de Pennsylvanie.